# Hans-Paul Schwefel

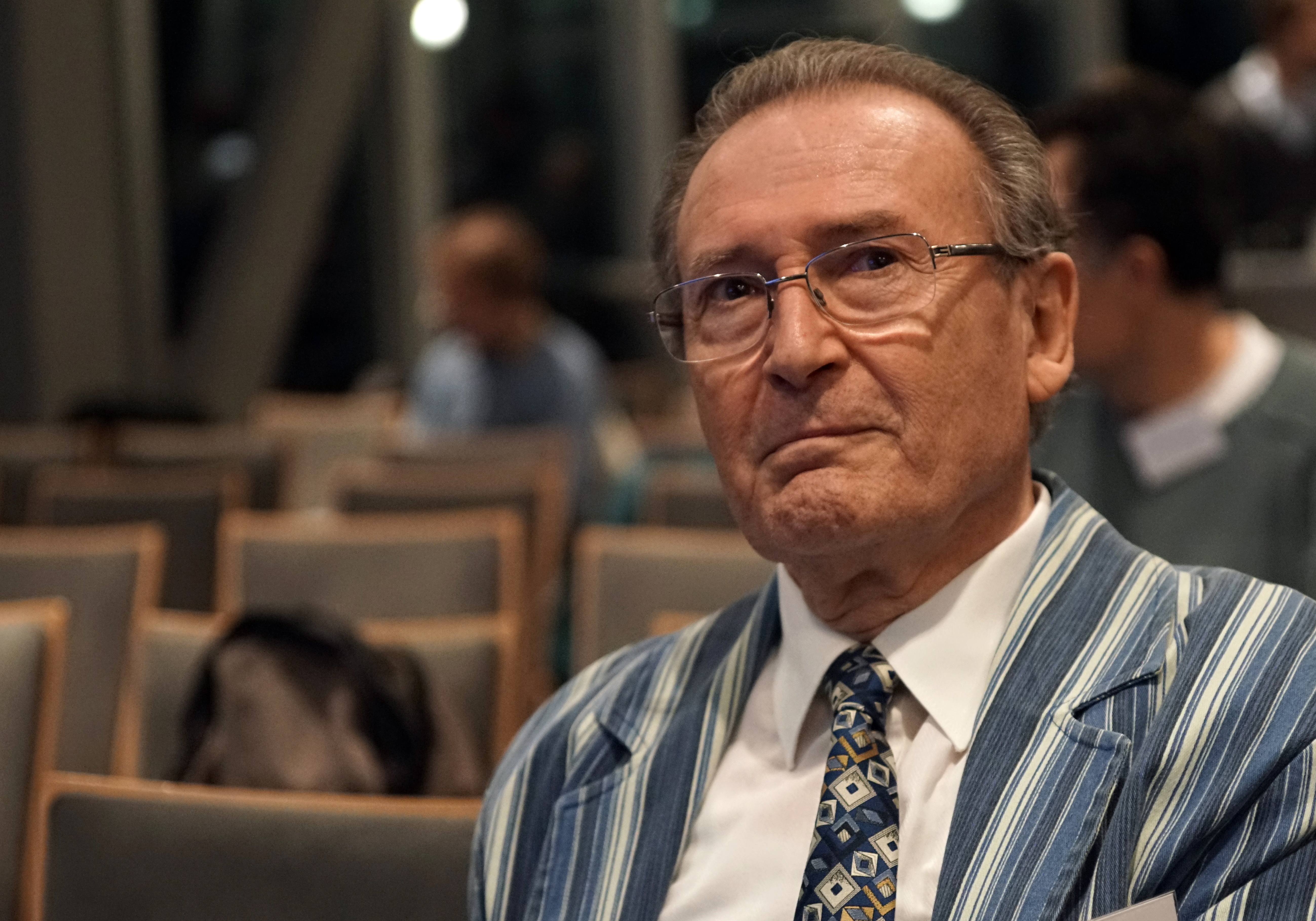
Hans-Paul Schwefel

Hans-Paul Schwefel (* 4. Dezember 1940 in Berlin) ist ein deutscher Informatiker und Hochschullehrer.

## Leben
Schwefel wurde in Berlin geboren. Nach dem Abitur 1959 am Canisius-Kolleg Berlin besuchte er die Technische Universität Berlin (TUB) und schloss sein Studium als Luft- und Raumfahrtingenieur 1965 ab. Dort promovierte er 1975 zum Dr.-Ing. Während seines Studiums an der TUB lernte er im November 1963 Ingo Rechenberg kennen, mit dem er zusammen die Evolutionstrategie begründete. Er lehrte von 1985 bis 2006 als Professor für Systemanalyse in Dortmund.

## Forschung
Er ist einer der Pioniere des evolutionären Rechnens (Evolutionary Computation) und einer der Autoren der Evolutionsstrategien. Seine Arbeit hat dazu beigetragen, die Dynamik evolutionärer Algorithmen zu besser verstehen und das evolutionäre Rechnen auf eine formale Grundlage zu stellen. Schwefel hat die Idee der ersten zweigliedrigen Evolutionsstrategie in Richtung Evolutionsstrategien für die numerische/parametrische Optimierung erweitert und dazu beigetragen, sie so zu formalisieren, wie sie heute bekannt ist.
Er war oder ist Herausgeber oder Mitherausgeber bedeutender Fachzeitschriften wie Evolutionary Computation, IEEE Transactions on Evolutionary Computation und Natural Computing.
Schwefel ist einer der drei Initiatoren der Konferenzreihe Parallel Problem Solving from Nature, die sich seit 1990 alle 2 Jahre dem Themenkomplex Problemlösung (Optimierung, Anpassung, …), paralleles Rechnen und Verwendung von Metaphern aus der Natur (à la Darwin, Boltzmann, …) widmet.

## Schriften (Auswahl)
- Numerische Optimierung von Computer-Modellen mittels der Evolutionsstrategie. Mit einer vergleichenden Einführung in die Hill-Climbing- und Zufallsstrategie (= Interdisciplinary systems research Band 26). Birkhäuser, Basel/Stuttgart 1977, ISBN 3-7643-0876-1 (zugleich Dissertation, TU Berlin 1975).
- Evolution and Optimum Seeking. Sixth-generation computer technology series. Wiley & Sons, New York, NY, USA, 1995, ISBN 978-0-471-57148-3, researchgate.net
- Hans-Georg Beyer, Hans-Paul Schwefel: Evolution Strategies: A Comprehensive Introduction. Natural Computing, 1(1), 2002, S. 3–52. ISSN:1567-7818, doi:10.1023/A:1015059928466
- Hans-Paul Schwefel, Günter Rudolph, Thomas Bäck: Contemporary Evolution Strategies. In: Frederico Morán, Alvaro Moreno, J.J. Merelo, Pablo Chacón (Hrsg.): Proceedings of the Third European Conference on Advances in Artificial Life. Springer, Berlin, Heidelberg 1995, S. 893–907. doi:10.1007/3-540-59496-5_351, ISBN 978-3-540-59496-3